# Iliamnameer
Het Iliamnameer (Engels: Iliamna Lake, Yup'ik: Nanvarpak, Dena'ina: Nila Vena) is een meer in het zuidwesten van de Amerikaanse staat Alaska, aan het noordelijke uiteinde van het Alaska-schiereiland. Het meer ligt tussen Kvichak Bay en Cook Inlet, ongeveer 160 km ten westen van Seldovia. De rivier die in het meer stroomt heeft dezelfde naam als het meer, evenals de nabijgelegen plaats Iliamna. 
Het Iliamnameer is het grootste meer van Alaska, het op zes na grootste meer van de Verenigde Staten en het staat 24e op de lijst van grootste meren van Noord-Amerika. Het meer heeft een oppervlake van 2600 km² en is 125 km lang en maximaal 35 km breed. De maximale diepte ligt op 301 meter. Het water stroom het meer uit via de Kvichak River en vervolgens komt het in de Bristolbaai.
De naam Iliamna komt van de naam uit het Dena'ina: Nila Vena, wat 'meer van het eiland' betekent.

## Williamsport-Pile Bay Road
De Williamsport-Pile Bay Road werd oorspronkelijk aangelegd door de Alaska Road Commission in het midden van de jaren 1930 en is een weg van utiliteitsklasse die wordt onderhouden door het Alaska Department of Transportation & Public Facilities. De weg verbindt Pile Bay aan de noordoostkant van het meer met Williamsport, een kleine nederzetting aan de Iliamna Bay van Cook Inlet (ongeveer 160 km ten zuidwesten van Homer). De weg is 24,9 km lang en één rijstrook breed met vier bruggen. De Williamsport-Pile Bay Road wordt onderhouden als een grindweg voor het vervoer van boten en vracht en is niet bedoeld voor algemeen gebruik. De weg biedt boten die klein genoeg zijn om over de bruggen van de weg te worden vervoerd de mogelijkheid om van Cook Inlet naar de Bristolbaai te varen, waardoor een tocht over de open oceaan, waarbij om het Alaska-schiereiland heen moet worden gereisd, wordt vermeden.

## Plaatsen
Aan de oevers van het meer liggen de dorpen Iliamna, Newhalen, Kokhanok, Pedro Bay, Pope-Vannoy Landing en Igiugig.

## Flora en fauna
Het Iliamnameer staat bekend om zijn sportvisserij. De drie belangrijkste doelen van sportvissers in het meer zijn forel, zalm en vlagzalm. Augustus tot en met september is de beste tijd voor het vangen van vette regenboogforellen, waarvan sommige langer zijn dan 70 cm. Het beleid van de Kvichak River (de afwatering van het Iliamnameer) is 'vangen en terugzetten' op forel (en alle andere inheemse vissen), maar niet op zalm. Rode en Chinookzalmen worden consequent aangetroffen in het meer en mogen worden geoogst volgens de Alaska Department of Fish and Game Regulations. Het Iliamnameer heeft ook een van de weinige populaties zoetwaterrobben ter wereld. Het dient ook als kraamkamer voor de grootste trek van rode zalm ter wereld. Rode zalm brengt de helft van zijn 5-jarige leven door in zoet water. Dit is langer dan elke andere zalmsoort.

## Legende
Plaatselijke bewoners hebben een aantal verhalen over het vermeende Iliamna Lake Monster, een onbekend waterwezen. Er wordt gespeculeerd dat gerapporteerde waarnemingen van een ongedocumenteerde populatie van witte steur kunnen zijn. Als dit waar is, zou dit de meest noordelijke populatie zijn die bekend is, slechts een paar honderd mijl van de poolcirkel. Jeremy Wade, presentator van het Animal Planetprogramma River Monsters, is een van degenen die speculeren dat deze waarnemingen van een vermeend “monster” van een witte steur zijn. Anderen geloven dat het een Pacifische sluimerhaai is. Voorstanders van deze theorie wijzen op een YouTube-video uit 2012 waarop een kleinere Pacifische sluimerhaai te zien is in King Cove Lagoon, King Cove. Er waren verschillende nieuwe vermeende waarnemingen in 2017. De Anchorage Daily News loofde ooit een prijs van $100.000 uit voor concreet bewijs van zijn bestaan.